# Ilaz Kurteshi

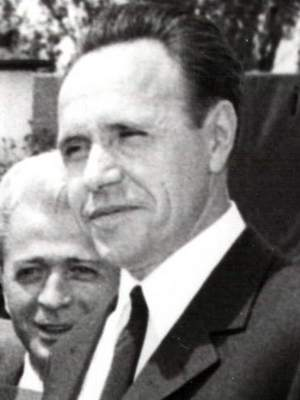
Ilaz Kurteshi

Ilaz Kurteshi (1927 - ) was een Joegoslavisch politicus van de partij Liga van Communisten van Kosovo (Savez Komunista Kosovo (i Metohija), SKK), de toen enige partij van Kosovo.
Van 7 mei 1969 van mei 1974 was hij parlementair president in de Autonome Provincie Kosovo en Metohija, de naam van Kosovo tussen 1946 tot 1974 als onderdeel van de republiek Servië in de federatie Joegoslavië. Zijn voorganger was Fadil Hoxha die hiermee zijn tweede termijn had.
Na het ambt van Ilaz Kurteshi zou de provincie Kosovo meer autonomie toegekend worden en veranderde de naam in Socialistische Autonome Provincie Kosovo. De opvolger van Kurteshi, Xhavid Nimani, leidde Kosovo in het nieuwgevormde ambt President van het presidentschap.